# Tatar (Qubadli)
Pour les articles homonymes, voir Tatar (homonymie).
Tatar est un village de la région de Qubadli en Azerbaïdjan.

## Histoire
En 1993-2020, Tatar était sous le contrôle des forces armées arméniennes. En 2020, le village de Tatar a été restitué sous le contrôle de l'Azerbaïdjan.